# Giulia Rambaldi
Giulia Rambaldi (Milano, 11 novembre 1986) è una pallanuotista italiana, difensore della Lazio.

## Palmarès

### Club
- Campionato italiano: 2

Pro Recco: 2011-12
Rapallo: 2012-13
- LEN Champions Cup: 1

Pro Recco: 2011-12
- Supercoppa LEN: 1

Pro Recco: 2011
- Coppe Italia: 2

Rapallo: 2013-14
Bogliasco: 2015-16

### Nazionale
- World League

Tianjin 2011: 
- Europei

Eindhoven 2012: 